# 1924年ソビエト連邦ソビエト大会代議員選挙
1924年ソビエト連邦ソビエト大会代議員選挙（1924ねんソビエトれんぽうソビエトたいかいだいぎいんせんきょ、ロシア語: 1922 г. Выборы в Всесоюзный съезд Советов）は、1924年1月にソビエト連邦で行われたソビエト大会代議員（第2期）の選挙である。

## 概要
前回選挙で議席を獲得したポアレ・シオンとジョージア社会主義連邦革命党は、1923年にロシア共産党（ボリシェヴィキ）に合併されたため、ロシア共産党以外の政党は選挙に参加しなかったが、ボリシェヴィキを支持しない非党員も立候補した。

## 選挙データ
- 市・町ソビエト：有権者25,000人につき1名
- 州のソビエト　：有権者125,000人につき1名

## 選挙結果
ロシア共産党が圧倒的な得票率で90%以上の議席を獲得し、一党独裁に不満を抱いて投票をボイコットしたり、無所属候補を支援した有権者もいた。

### 党派別獲得議席
|                       |                                |           |      |        |
| 党派                  | 党派                           | 獲得 議席 | 増減 | 改選前 |
|                       | ロシア共産党（ボリシェヴィキ） | 1,974     | 108  | 2,082  |
|                       | 無所属                         | 150       | 023  | 127    |
|                       | その他                         | 0         | 005  | 5      |
| 総計                  | 総計                           | 2,124     | 090  | 2,214  |
| 出典：Nohlen & Stöver |                                |           |      |        |